# Ronny Van Geneugden
Ronny Van Geneugden (Hasselt, 17 agosto 1968) è un allenatore di calcio ed ex calciatore belga, di ruolo centrocampista, direttore tecnico dell'MVV.

## Carriera

### Allenatore
Dopo aver allenato le giovanili del Genk e la prima squadra nel 2008-2009, nel 2010 assume la guida dell'OH Lovanio, con cui vince il campionato belga di seconda divisione nel 2010-2011, guadagnando così la promozione in massima serie, dove esordisce come allenatore nel 2011-2012 portando i suoi alla salvezza. Il 21 gennaio 2014 è sollevato dall'incarico, con la squadra al penultimo posto in massima serie.
Nell'aprile del 2017 assume il primo incarico da commissario tecnico di una nazionale di calcio, insediandosi sulla panchina del Malawi con contratto biennale.

## Palmarès

### Giocatore

#### Competizioni nazionali
- Coppa del Belgio: 2

Thor Waterschei: 1981-1982
Anversa: 1991-1992

### Allenatore

#### Competizioni nazionali
- Coppa del Belgio: 1

Genk: 2008-2009
- Tweede klasse: 1

OH Lovanio: 2010-2011